# Condado de Appomattox
El condado de Appomattox (en inglés: Appomattox County) es un condado en el estado estadounidense de Virginia. En el censo de 2000 el condado tenía una población de 13.705 habitantes. Forma parte del área metropolitana de Lynchburg. La sede del condado es Appomattox. El condado fue formado en 1845 a partir de porciones de los condados de Buckingham, Prince Edward, Campbell y Charlotte. Fue nombrado en honor al río Appomattox. El 9 de abril de 1865, el general confederado Robert E. Lee se reunió con el general de la Unión Ulysses S. Grant en la Appomattox Court House para rendirse, lo que puso fin a la Guerra de Secesión. 

## Geografía
Según la Oficina del Censo, el condado tiene un área total de 867 km² (335 sq mi), de la cual 864 km² (334 sq mi) es tierra y 3 km² (1 sq mi) (0,75%) es agua.

### Condados adyacentes
- Condaado de Nelson (norte)
- Condado de Buckingham (noreste)
- Condado de Prince Edward (sureste)
- Condado de Charlotte (sur)
- Condado de Campbell (suroeste)
- Condado de Amherst (noroeste)

### Áreas protegidas nacionales
- Appomattox Court House

## Demografía
En el  censo de 2000, hubo 13.705 personas, 5.322 hogares y 4.012 familias residiendo en el condado. La densidad poblacional era de 41 personas por milla cuadrada (16/km²). En el 2000 había 5.828 unidades unifamiliares en una densidad de 18 por milla cuadrada (7/km²). La demografía del condado era de 75,94% blancos, 22,91% afroamericanos, 0,13% amerindios, 0,17% asiáticos, 0,02% isleños del Pacífico, 0,26% de otras razas y 0,56% de dos o más razas. 0,47% de la población era de origen hispano o latino de cualquier raza. 
La renta promedio para un hogar del condado era de $36.507 y el ingreso promedio para una familia era de $41.563. En 2000 los hombres tenían un ingreso medio de $31.428 versus $21.367 para las mujeres. La renta per cápita para el condado era de $18.086 y el 11,40% de la población estaba bajo el umbral de pobreza nacional.

## Ciudades y pueblos
- Appomattox
- Pamplin City